# Лоуренс Олів'є
Лоуренс Керр Олів'є, барон Олів'є (англ. Laurence Olivier, Baron Olivier; 22 травня 1907, Доркінг, Суррей — 11 липня 1989, Стейнінг, Західний Суссекс) — британський актор театру та кіно, режисер, продюсер, один з найвидатніших акторів XX століття.

## Біографія
Народився 22 травня 1907 року в Доркінгі, графство Суррей (Англія) в родині сільського священика. У 17 років Лоуренс вступив до Central School of Speech and Drama (Лондон). Далі він почав виступати на сцені театру Birmingham Repertory Company, де спочатку грав другорядні ролі, але далі почав грати головні (з 1927 року грав роль Гамлета). Найвидатнішими роботами Олів′є в кіно є Генрі V (1944), «Гамлет (1948)» та «Річард III» (1955). Повна фільмографія Лоуренса Олів′є налічує близько 60 фільмів різних жанрів. В театрі Олів′є грав ролі переважно за творами Шекспіра (Гамлета, Ромео, Річарда III). Лоуренс Олів′є завершив свою театральну кар′єру у 1977 році, продовжуючи свою кар′єру у кінематографі.
Актор Спенсер Трейсі назвав Лоуренса Олів′є «найвидатнішим англомовним актором».
Тричі одружений: з Джилл Есмонд (1930—1940), Вів'єн Лі (1940—1960) і Джоан Плаурайт (з 1961 до смерті).
У 1984 році на честь актора була перейменована премія Театральної спілки Вест Енд, яка була заснована у 1976 році. Премія Лоуренса Олів′є є однією з найпрестижніших театральних нагород у світі.

## Нагороди
- Кавалер Британського Ордена Заслуг
- «Оскар» (19-а церемонія вручення, 1948)
- «Оскар» (51-а церемонія вручення, 1978)
- «Золотий глобус» (1949, 1977, 1983)
- BAFTA (1948, 1955, 1969)

## Вибрана фільмографія
Актор
- 1936 — Як вам це сподобається / As You Like It — Орландо
- 1939 — Буремний перевал / Wuthering Heights — Хіткліфф
- 1940 — Ребекка / Rebecca — Максимілліан Де Вінтер
- 1940 — Гордість і упередження / Pride and Prejudice — містер Дарсі
- 1944 — Генріх V / Henry V — Генріх V
- 1948 — Гамлет / Hamlet — Принц Гамлет
- 1960 — Спартак / Spartacus — Марк Ліциній Красс
- 1966 — «Хартум» / (Khartoum) — Махді
- 1968 — Ромео і Джульєтта / Romeo and Juliet — Оповідач
- 1968 — Черевики рибалки / The Shoes of the Fisherman — Петро Ілліч Каменєв
- 1969 — Битва за Британію / Battle of Britain — Г'ю Давдінг
- 1977 — Міст надто далеко / A Bridge Too Far — лікар Ян Спандер
- 1978 — Хлопці з Бразилії / The Boys from Brazil — Езра Ліберман, «мисливець за нацистами»
- 1981 — Інчхон / Inchon — Дуглас Макартур
- 1984 — Баунті / The Bounty — Адмірал Худ
- 1989 — Реквієм війни / War Requiem

Режисер
- 1944 — Генріх V / The Chronicle History of King Henry the Fift with His Battell Fought at Agincourt in France
- 1948 — Гамлет / Hamlet
- 1955 — Річард III / Richard III
- 1957 — Принц і танцівниця / The Prince and the Showgirl
- 1970 — Три сестри / Three Sisters
- 1976 — Hindle Wakes (телевізійний)